# Кршка Вас (Іванчна Гориця)
Кршка Вас (словен. Krška vas) — поселення в общині Іванчна Гориця, Осреднєсловенський регіон, Словенія. Висота над рівнем моря: 280,2 м.